# Haworthia hayashii
Haworthia hayashii är en grästrädsväxtart som beskrevs av M. Hayashi. Haworthia hayashii ingår i släktet Haworthia och familjen grästrädsväxter. Inga underarter finns listade i Catalogue of Life.